# Songming
Songming léase Song-Míng (en chino:嵩明县, pinyin:Sōngmíng xiàn) es un condado bajo la administración directa de la ciudad-prefectura de Kunming. Se ubica al este de la provincia de Yunnan, sur de la República Popular China. Su área es de 1357 km² y su población total para 2010 fue de más de 200 mil habitantes.

## Administración
El condado de Songming se divide en 4 pueblos que se administran en poblados.